# شيخيان سلنجي (كبغان)
شيخيان سلنجي (بالفارسية: شیخیان سلنجی) هي قرية تقع في إيران في قسم كبغان الريفي. يقدر عدد سكانها بـ 115 نسمة بحسب إحصاء 2016.